# Уссурийский казачий полк
Уссурийский казачий полк — формирование уссурийских казаков, учрежденное российским правительством в XIX веке на Дальнем Востоке (район реки Уссури).
Старшинство с 20 августа 1655 года (присвоено Государем Императором 1913 года в память о грамоте енисейскому воеводе Акинфову, посланного в Даурию)
Войсковой праздник — 17 (30) марта, в день памяти святого Алексея.

## История
См. также уссурийские казаки
1 июня 1860 года сформирован Уссурийский казачий пеший батальон в составе Амурского казачьего войска. Командиром батальона назначили войскового старшину Маркова. Положение об Уссурийском казачьем Войске было утверждено 26 июня 1889 года. 31 июля 1890 года П. Ф. Унтербергер вступил в должность наказного атамана Уссурийского казачьего войска, резиденцией которого стал город Владивосток. В 1898 г. было создано и Войсковое правление УКВ. В 1902 году дивизион был расширен до полка шестисотенного состава. Уссурийский полк принимал участие в русско-японской войне. 1914 — Уссурийский казачий полк отправлен на фронт, в состав Уссурийской конной дивизии. Подразделения полка приняли участие в бою у Попелян 1 июня 1915 г. В октябре 1915 Уссурийская конная бригада переформирована в дивизию. 
- 2 января 1918 — Первый эшелон возвращающихся с фронта казаков полка прибыл на станцию Гродеково. По дороге полк был разоружен советской властью в Екатеринбурге и отрядом атамана Г. М. Семёнова на станции Маньчжурия. Часть казаков и офицеров полка (всего 35 чел.) осталась в Семёновском отряде.
- 17 января 1918 — Полковой круг в г. Никольске-Уссурийском вынес резкое порицание казакам, оставшимся в отряде атамана Семёнова для борьбы с большевиками.

## Управление

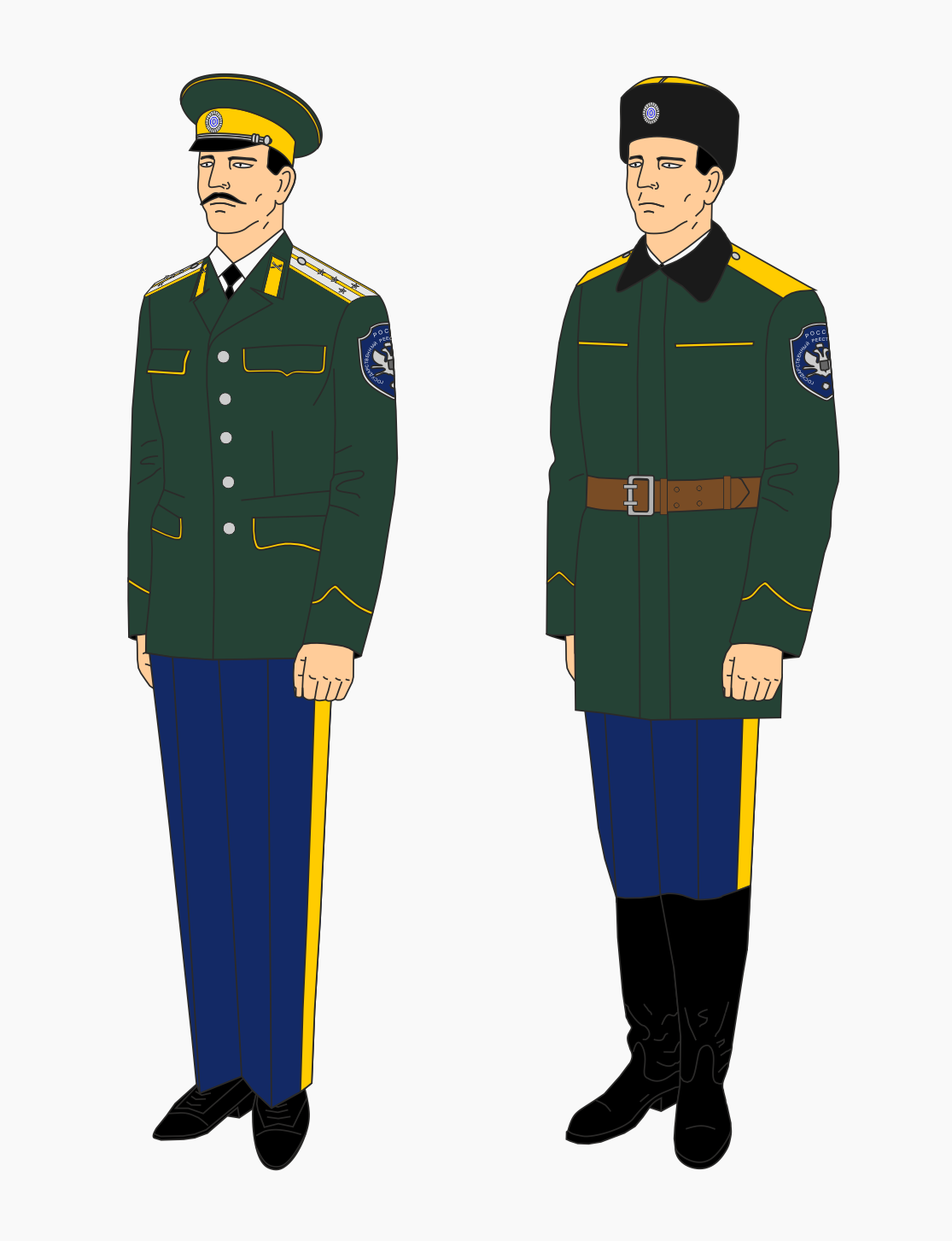
Форма членов Уссурийского Войскового казачьего общества

Войско делилось на станичные округа, коих первоначально было 4, а затем их число было доведено до 6 (Бикинский, Гленовский, Гродековский, Донской, Платоно-Александровский, Полтавский). В 1907 г. на территории УКВ существовало 71 казачье поселение, включавшее 2852 двора, где проживало 20753 чел. (10878 мужчин и 9875 женщин). Таким образом, 1 округ (юрт) состоял из 11 поселений (станиц). Каждое поселение насчитывало около 30 дворов, в которых проживало до 300 человек. Судя по тому, что уральский полк состоял из 6 сотен (они имели порядковые номера), то каждой казачьей сотне соответствовал один станичный округ. Возглавляемая сотником (иногда есаулом) сотня состояла из взводов во главе с урядниками (некоторые именовались вахмистрами). Минимальной казачьей боевой единицей был казачий пост (разъезд, пикет).
После упразднения должности наказных атаманов главу полка (атамана) из есаулов избирал казачий круг.

## Образование
К 1915 году на территории УКВ насчитывалось около 70 школ, таким образом по 1 школе было в каждой станице (православных храмов на территории УКВ было вдвое меньше). Те казачьи дети, которые решали стать офицерами продолжали учёбу в Оренбургском казачьем училище.

## Полковая униформа
Уссурийские казаки носили тёмно-зелёные мундиры, жёлтые лампасы, погон жёлтый с зелёным кантом, фуражку тёмно-зелёная с жёлтым околышем
Георгиевские кавалеры носили тигровые папахи
Полковое знамя от 1907 года представляло собой прямоугольное полотнище с изображением Спаса Нерукотворного на зелёном фоне с жёлтой каймой. Отношение ширины флага к его длине — два к трем. Отношение ширины каймы к ширине флага — один к четырнадцати. По периметру зелёного полотнища проходит серебристый плетеный орнамент. На современном флаге уральского полка Спас Нерукотворный заменен на двуглавого орла и (с оборотной стороны) герб с тигром поверх Андреевского креста.
Также известно описание жёлтого знамени с синей диагональной полосой

## Знаки отличий
1. Полковое знамя - простое, пожалованное 1897 г. Мая 6.
2. Знаки отличия на головные уборы " За отличие в войну с Японией в 1904 и 1905 годах ", пожалованные 1911 г. Июля 30.
3. Одиночныя белевыя петлицы на воротнике и обшлагах мундиров нижних чинов, пожалованныя 1908 г. Декабря 6.

## Командиры полка
- 08.04.1880 - 27.09.1895 - полковник Н.А.Глен
- 25.10.1895 - 11.05.1898 - полковник И.С.Котов
- 01.08.1900 — 04.06.1904 - полковник Донауров, Пётр Александрович[9]
- 23.05.1904-09.07.1906 — полковник Абациев, Дмитрий Константинович
- 02.06.1906-19.11.1913 — полковник Савицкий, Александр Георгиевич
- 20.12.1913 — 05.08.1915 - войсковой старшина Савицкий, Борис Георгиевич
- 19.09.1915-07.05.1917 — Полковник (с 08.04.1917 генерал-майор) Губин, Александр Александрович
- c 31 января 1918 г. — 1920 гг. — 5-й Войсковой круг — генерал-майор Калмыков, Иван Павлович
- c 24 апреля 1921 г. — 10-й Чрезвычайный Войсковой круг — генерал-майор Савицкий, Юрий Александрович

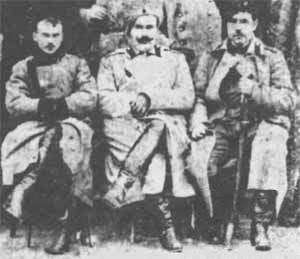
Дальневосточные атаманы: И. М. Гамов, Г. М. Семёнов, И. П. Калмыков. 1918 г.

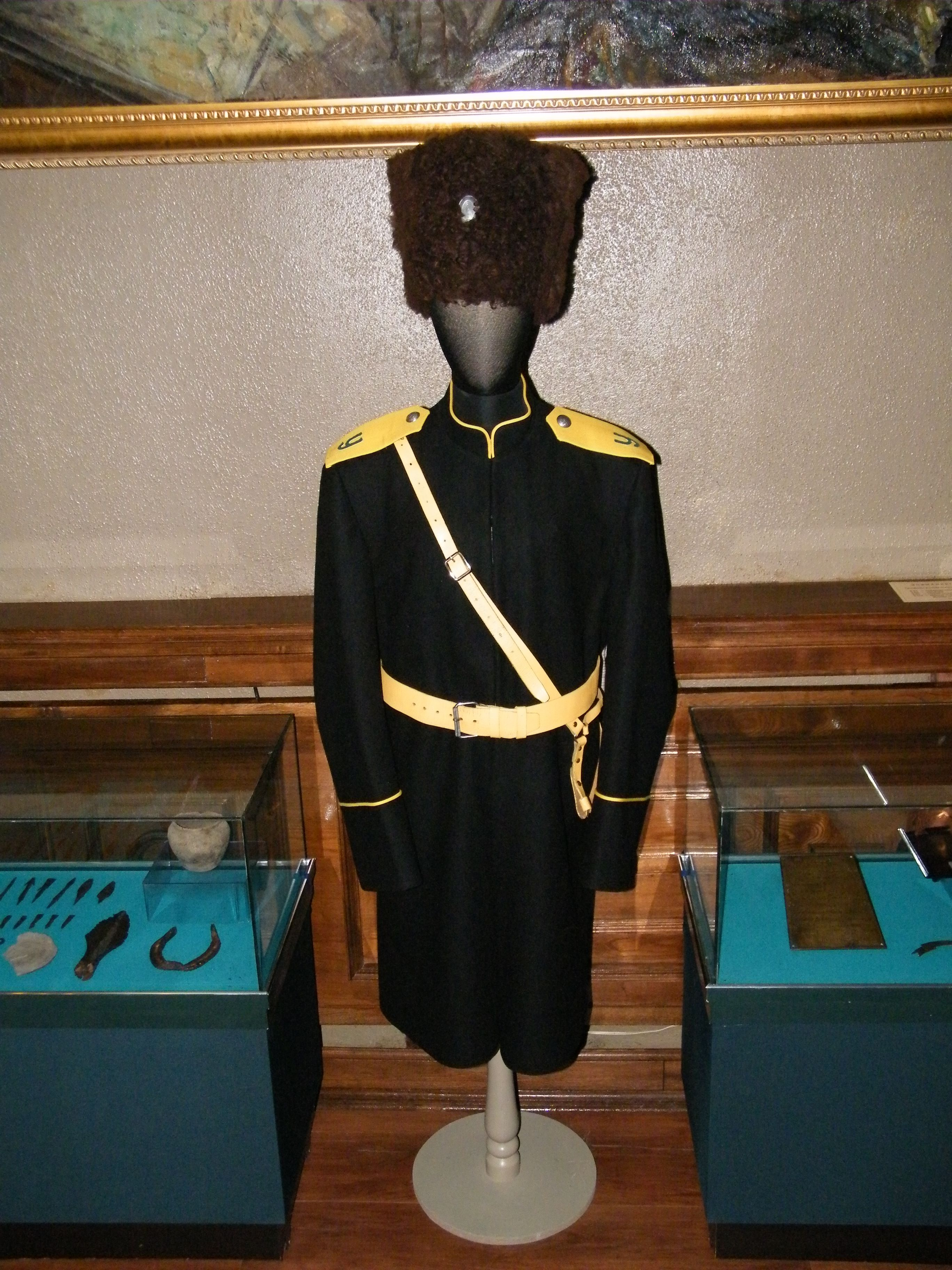
Форма уссурийского казака
(Хабаровский краевой музей имени Н. И. Гродекова)

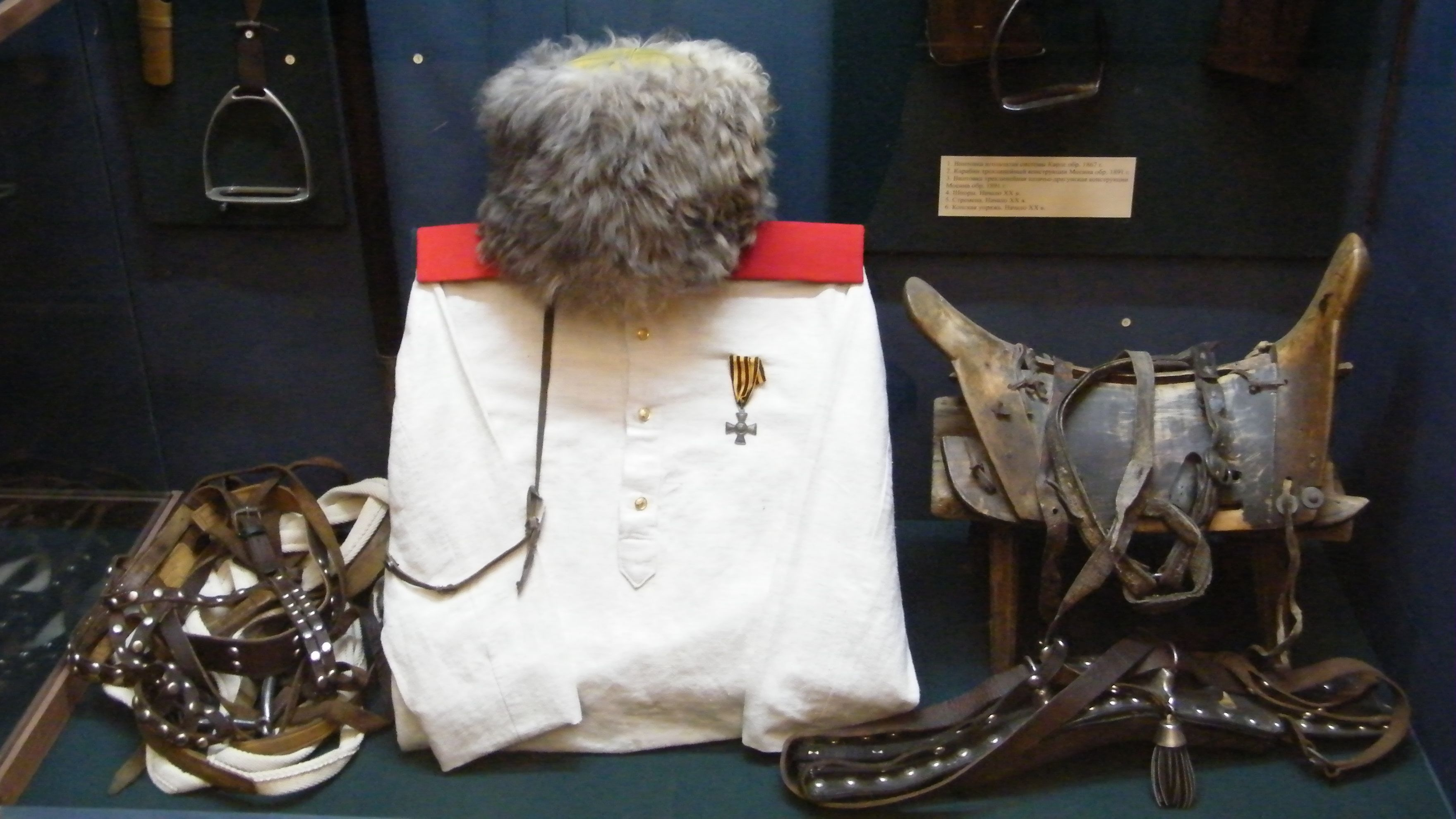
Форма уссурийского казака и конская амуниция
(Хабаровский краевой музей имени Н. И. Гродекова)

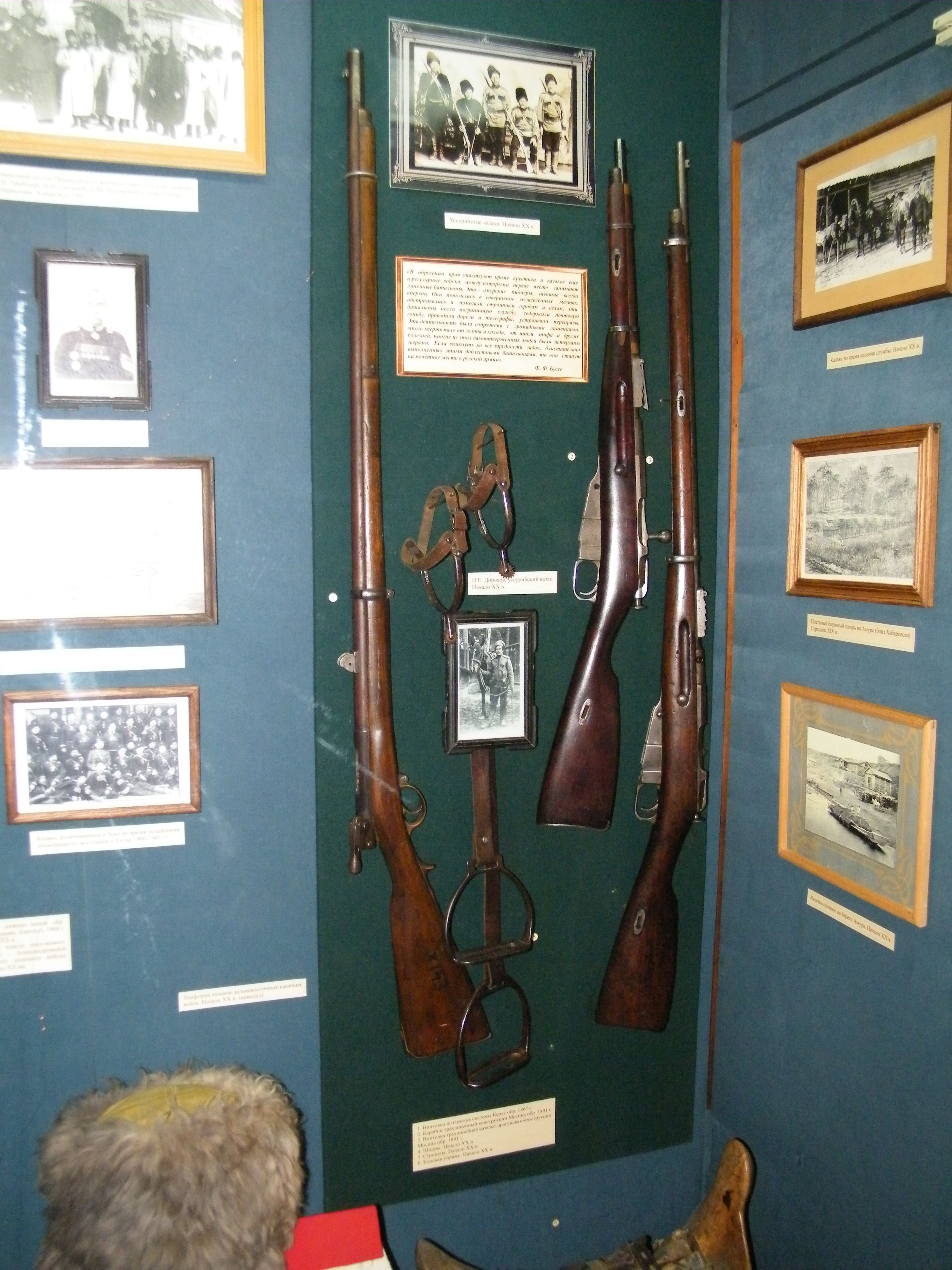
Оружие амурских и уссурийских казаков

## Известные люди, служившие в полку
- Князь Бермондт-Авалов, Павел Рафаилович
- Князь Кекуатов
- Петрушевский, Владимир Александрович
- казак Иван Пичуев, станицы Полтавской 5-й сотни Уссурийского казачьего полка. Будучи взят в плен немцами на Нарвском фронте в ночь на 3 мая 1915 г., подвергся страшным истязаниям, причиненным ему немецким офицером. Ему были отрезаны уши, и его готовили к пытке, которую немцы называли «лампасами»: снятие кожи с ног в тех местах, где находились у казаков лампасы. Но 4 мая Пичуеву удалось бежать из плена и вернуться к нашим войскам. Несмотря на весь ужас и жестокость пытки, Пичуев выдержал её и не выдал врагу место расположения части.[10].